# Stanley Lay
Stanley Lay (Stanley Arthur „Stan“ Lay; * 27. Juli 1906 in New Plymouth; † 12. Mai 2003) war ein neuseeländischer Speerwerfer.
1926 wurde er Australasiatischer Meister. 1927 verteidigte er diesen Titel mit der Weite von 66,51 m. 1928 wurde er mit seiner persönlichen Bestleistung von 67,89 m Englischer Meister und kam bei den Olympischen Spielen in Amsterdam auf den siebten Platz. Bei den British Empire Games siegte er 1930 in Hamilton, gewann 1938 in Sydney Silber und wurde 1950 in Auckland Sechster. Zwölfmal wurde er Neuseeländischer Meister (1926–1930, 1934, 1935, 1937, 1939, 1945, 1946, 1950). 1987 wurde er für seine Verdienste um den Sport als Member of the British Empire ausgezeichnet.
Bei einer Körpergröße von 1,75 und einer Armspannweite von 1,93 betrug sein Affenindex 1,1.